# Harpacticoida
Die Harpacticoida bilden eine Ordnung der Ruderfußkrebse. Diese umfasst 463 Gattungen mit rund 3000 Arten weltweit. Es handelt sich dabei um sehr kleine Ruderfußkrebse, die hauptsächlich auf dem Grund der  Meere, im Sandlückensystem der Strände, aber auch im Grundwasser zu finden sind. Im Süßwasser vorkommende Arten gehören hauptsächlich den Familien  Ameiridae, Parastenocarididae und  Canthocamptidae an, beispielsweise Canthocamptus tasmaniae. Wenige Arten dieser Ordnung leben im Plankton. In der Meiofauna der Sedimente hingegen bilden sie nach den Fadenwürmern die zweitwichtigste Gruppe.

## Merkmale
Die Harpacticoida haben im Gegensatz zu anderen Copepoden nur relativ kurze erste Antennen mit höchstens acht Gliedern. Da diese Antennen der Fortbewegung im Wasser dienen, sind die Harpacticoida schlechte Schwimmer und leben daher meist auf dem oder im Boden. Die zweiten Antennen sind zweiästig. Die Körperform dieser Ruderfußkrebse ist zylindrisch, entweder wurmförmig oder aber mit einem auffällig breiten Hinterleib.

## Lebensweise
Der Großteil der harpacticoiden Ruderfußkrebse gehört dem Benthos der Meere an. Sie leben im Schlamm und in den Sandlücken der Küsten und Strände, wo sie sich von einzelligen Algen, Cyanobakterien, Geißeltierchen, Wimpertierchen, Pilzen und heterotrophen sowie chemoautotrophen Bakterien ernähren. Einige Arten bauen Röhren im Schlamm oder in den Algenmatten, die sie mit einem Sekret auskleiden.

## Systematik
Die Ordnung Harpacticoida umfasst derzeit 54 Familien:
| - Adenopleurellidae - Aegisthidae - Ambunguipedidae - Ameiridae - Ancorabolidae - Argestidae - Balaenophilidae - Cancrincolidae - Canthocamptidae - Canuellidae - Cerviniidae - Chappuisiidae - Cletodidae - Cletopsyllidae - Clytemnestridae - Cristacoxidae - Cylindropsyllidae - Darcythompsoniidae | - Ectinosomatidae - Euterpinidae - Hamondiidae - Harpacticidae - Huntemanniidae - Laophontidae - Laophontopsidae - Latiremidae - Leptastacidae - Leptopontiidae - Longipediidae - Louriniidae - Metidae - Miraciidae Dana, 1846 - inkl. Diosaccidae Sars, 1906 - Stenheliinae - Delavalia - Delavalia palustris - Neobradyidae - Normanellidae - Novocriniidae | - Orthopsyllidae - Paramesochridae - Parastenheliidae - Parastenocarididae - Peltidiidae - Phyllognathopodidae - Porcellidiidae - Pseudotachidiidae - Rhizothricidae - Rotundiclipeidae - Styracothoracidae - Superornatiremidae - Tachidiidae - Tegastidae - Tetragonicipitidae - Thalestridae - Thompsonulidae - Tisbidae |